# Joditz

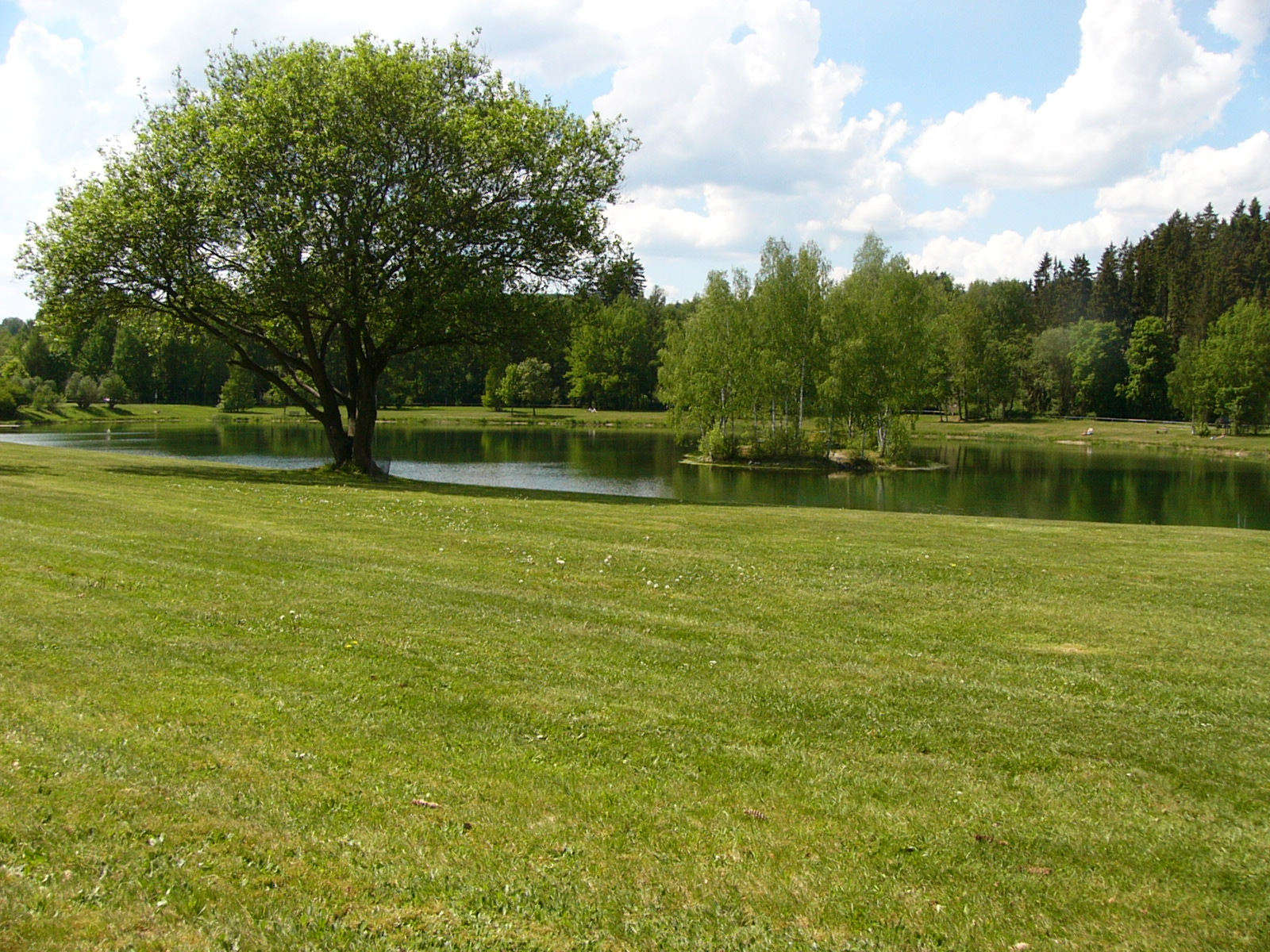
Auensee

Joditz ist ein Gemeindeteil der Gemeinde Köditz im Landkreis Hof (Oberfranken, Bayern). Die Gemarkung Joditz hat eine Fläche von 9,639 km². Sie ist in 857 Flurstücke aufgeteilt, die eine durchschnittliche Fläche von 11247,71 m² haben. In ihr liegen neben dem namensgebenden Ort die Gemeindeteile Lamitz, Lamitzmühle, Siebenhitz und Stöckaten.

## Geografie
Das Pfarrdorf liegt an der Sächsischen Saale. Die Staatsstraße 2192 führt nach Lamitz (1,5 km nordwestlich) bzw. an Saalenstein vorbei nach Brunnenthal (3,6 km südöstlich). Die Kreisstraße HO 9 führt nach Bug (2,4 km westlich). Die Kreisstraße HO 2 führt nach Isaar (1,5 km östlich). Ein Anliegerweg führt nach Siebenhitz (1,2 km südwestlich). Im Norden liegt der Auensee mit einem Campingplatz, am östlichen Talhang der Saale befindet sich der Jean-Paul-Felsen, der als Geotop ausgezeichnet ist.

## Geschichte
Joditz entstand an einer Saalefurt am Weg zwischen Schloß Brandstein und Töpen. Lehensherren waren das Haus Reuß. Die Herren von Berg besaßen 1365 das Rittergut Joditz. Um 1400 gab es bei Joditz eine Eisenerzgrube. Von 1544 bis 1594 wurde Kupfer abgebaut. Gegen Ende des 18. Jahrhunderts bestand Joditz aus einem Schloss und 18 Anwesen.
Von 1797 bis 1810 unterstand Joditz dem Justiz- und Kammeramt Hof. Nachdem im Jahr 1810 das Königreich Bayern das Fürstentum Bayreuth käuflich erworben hatte, wurde der Ort bayerisch. Infolge des Ersten Gemeindeedikts wurde 1812 der Steuerdistrikt Joditz gebildet. Zu diesem gehörten Lamitz, Lamitzmühle, Scharten, Siebenhitz und Stöckaten. Zugleich entstand die Ruralgemeinde Joditz, die deckungsgleich mit dem Steuerdistrikt war. Sie war in Verwaltung und Gerichtsbarkeit dem Landgericht Hof zugeordnet und in der Finanzverwaltung dem Rentamt Hof (1919 in Finanzamt Hof umbenannt). Ab 1862 gehörte Joditz zum Bezirksamt Hof (1939 in Landkreis Hof umbenannt). Die Gerichtsbarkeit blieb beim Landgericht Hof (1879 in Amtsgericht Hof umgewandelt). In den 1950er Jahren wurde Scharten nach Brunnenthal umgemeindet. Dadurch verringerte sich die Gebietsfläche der Gemeinde von 11,668 km² auf 9,974 km². Im Zuge der Gebietsreform in Bayern wurde die Gemeinde Joditz am 1. Mai 1978 nach Köditz eingemeindet.

### Baudenkmäler
In Joditz gibt es sechs Baudenkmäler:
- Jean-Paul-Gasse 1: Pfarrhaus
- Jean-Paul-Gasse 2: St. Johannes, evangelisch-lutherische Pfarrkirche
- Jean-Paul-Gasse 3: ehemalige Schule
- Schlegelweg 2: Wohnstallhaus
- Von-Stein-Straße 3: ehemaliges Rittergut
- Kilometerstein

### Einwohnerentwicklung
Gemeinde Joditz
| Jahr      | 1840   | 1852   | 1855   | 1861   | 1867   | 1871   | 1875   | 1880   | 1885   | 1890   | 1895   | 1900   | 1905   | 1910   | 1919   | 1925   | 1933   | 1939   | 1946   | 1950  | 1952   | 1961  | 1970   |
| Einwohner | 442    | 451    | 485    | 493    | 486    | 476    | 465    | 454    | 459    | 466    | 449    | 425    | 435    | 435    | 440    | 446    | 455    | 465    | 539    | 572   | 524    | 375   | 374    |
| Häuser    |        |        |        |        |        | 70     |        |        | 73     | 74     |        | 75     |        |        |        | 73     |        |        |        | 84    |        | 75    |        |
| Quelle    | [ 14 ] | [ 14 ] | [ 14 ] | [ 15 ] | [ 16 ] | [ 17 ] | [ 18 ] | [ 19 ] | [ 20 ] | [ 21 ] | [ 14 ] | [ 22 ] | [ 14 ] | [ 23 ] | [ 14 ] | [ 24 ] | [ 14 ] | [ 14 ] | [ 14 ] | [ 8 ] | [ 14 ] | [ 9 ] | [ 25 ] |

Ort Joditz
| Jahr      | 1799  | 1819  | 1861   | 1871   | 1885   | 1900   | 1925   | 1950  | 1961  | 1970   | 1987   | 2010 |
| Einwohner | 109   | 207   | 270    | 265    | 236    | 229    | 237    | 271   | 234   | 240    | 289    | 345  |
| Häuser    | 19    |       |        |        | 39     | 42     | 39     | 42    | 46    |        | 79     |      |
| Quelle    | [ 6 ] | [ 7 ] | [ 15 ] | [ 17 ] | [ 20 ] | [ 22 ] | [ 24 ] | [ 8 ] | [ 9 ] | [ 25 ] | [ 26 ] |      |

## Religion

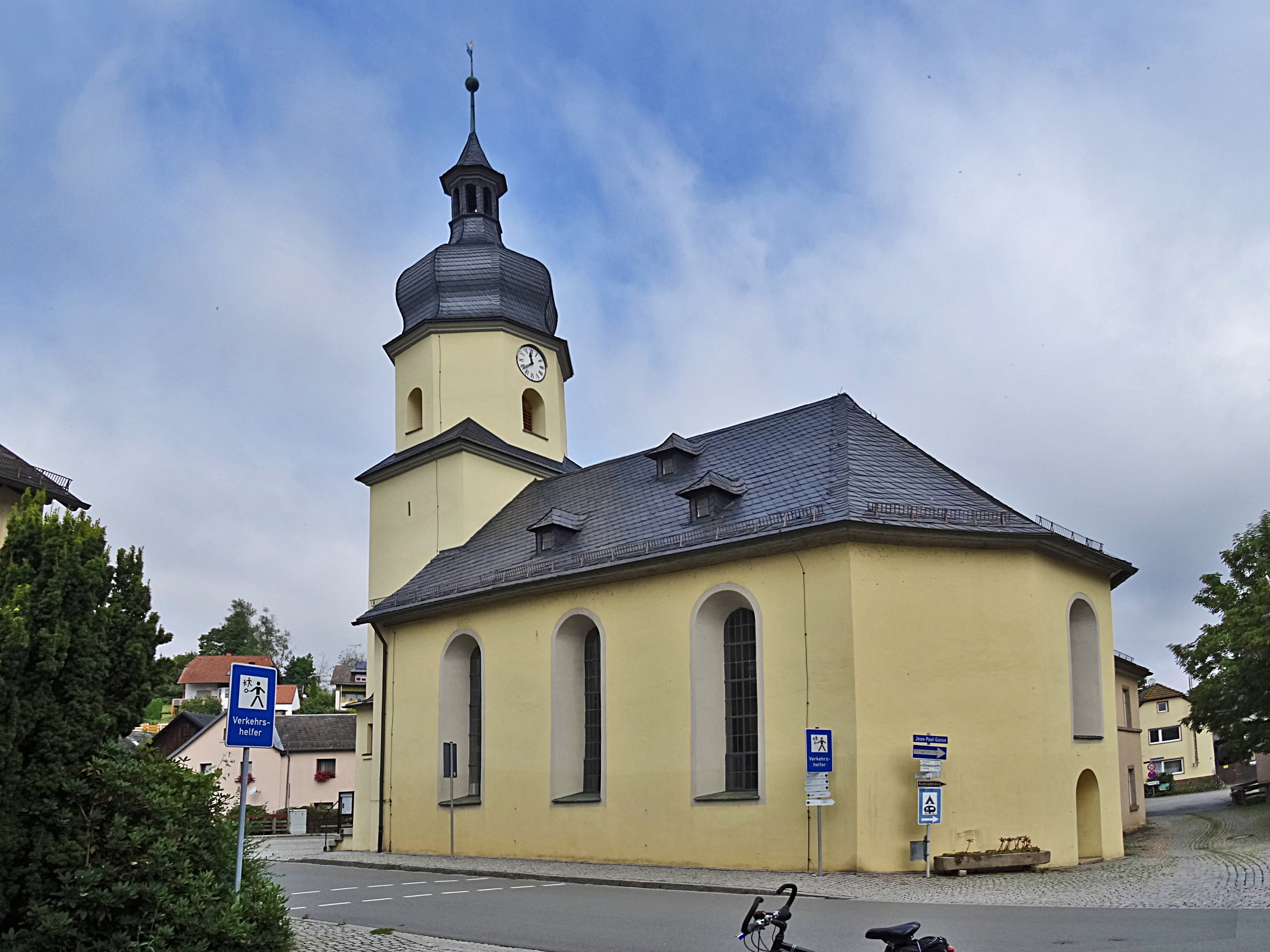
Die Johanneskirche

Im Zentrum des Ortes steht die evangelisch-lutherische Pfarrkirche St. Johannes. Sie wurde 1365 erstmals urkundlich erwähnt und gehört seit 1561 zu einer eigenen Pfarrei. Die heutige Kirche wurde 1704 auf den Fundamenten eines älteren Vorgängerbaus als Patronatskirche des Freiherrn Erdmann von Stein im Stile einer Saalkirche errichtet. Kanzel, Altar, Orgelgehäuse und Taufengel (der Letztere ist nicht mehr vorhanden) stammen von dem Hofer Bildhauer Johann Knoll. Das Tafelbild des Altars stellt die Geburt Christi dar; flankiert wird es von den Statuen Moses und Johannes des Täufers. Bekrönt ist der Altar von drei Putten mit den Wappen der ehemaligen Patronatsfamilien. Die Kanzel schmücken die Figuren der vier Evangelisten. Bemerkenswert ist auch die Figur des auferstandenen Christus über dem Schalldeckel der Kanzel; geht man um sie herum, bemerkt man, dass die Rückseite des Auferstandenen vollkommen nackt ist. Die Kirche wurde 2002/2003 renoviert. Zum Bereich der evangelischen Kirchgemeinde gehören die Gemeindeteile Joditz, Lamitz, Saalenstein, Scharten,  Siebenhitz und Stöckaten.

## Jean-Paul-Weg und Jean-Paul-Museum
Der idyllische gelegene Ort wird meist von Liebhabern des Dichters Jean Paul besucht. Der Jean-Paul-Weg mit Stationen der Erinnerung an die Kindheit des Dichters beginnt in Joditz. Joditz war die Kindheitsheimat des 1763 in Wunsiedel geborenen Dichters Jean Paul, dessen Vater dort von 1765 bis 1776 Pfarrer war. In seinem autobiographischen Werk mit dem Titel Selberlebensbeschreibung beschrieb der Dichter die Bedeutung des kleinen Orts für seine Sozialisation und sein späteres dichterisches Werk, berichtete von seinen kindlichen Freuden, aber auch von den großen Ängsten, etwa der Gespensterfurcht, die ihn dort heimsuchte.
„Lasse sich doch kein Dichter in einer Hauptstadt gebären und erziehen, sondern womöglich in einem Dorfe, höchstens in einem Städtchen. Die Überfülle und die Überreize einer großen Stadt sind für die erregbare schwache Kindseele ein Essen an einem Nachtisch und Trinken gebrannter Wasser und Baden in Glühwein [...] Man gewinnt und errät aber nicht so viel, wenn man aus der Stadt ins Dorf kommt als umgekehrt aus Joditz nach Hof“.
Auch der Dorfschullehrer Maria Wutz in Auenthal in Jean Pauls gleichnamiger Idylle beruht auf einer Figur aus dem Kinderleben des Dichters.
Das Jean-Paul-Museum in Joditz hält die Erinnerung an den Dichter und seine in Oberfranken verbrachten Kindheitsjahre fest. In einem stimmungsvollen bäuerlichen Ambiente gelegen, zu dem auch der alte Pfarrgarten gehört, sind Handschriften, frühe Drucke, Erstausgaben, Stiche, Zeichnungen und andere Dokumente aus dem 18./19. Jahrhundert ausgestellt. Das Museum beruht auf einer privaten Initiative von Eberhard und Karin Schmidt.